# Swoosh

Swoosh

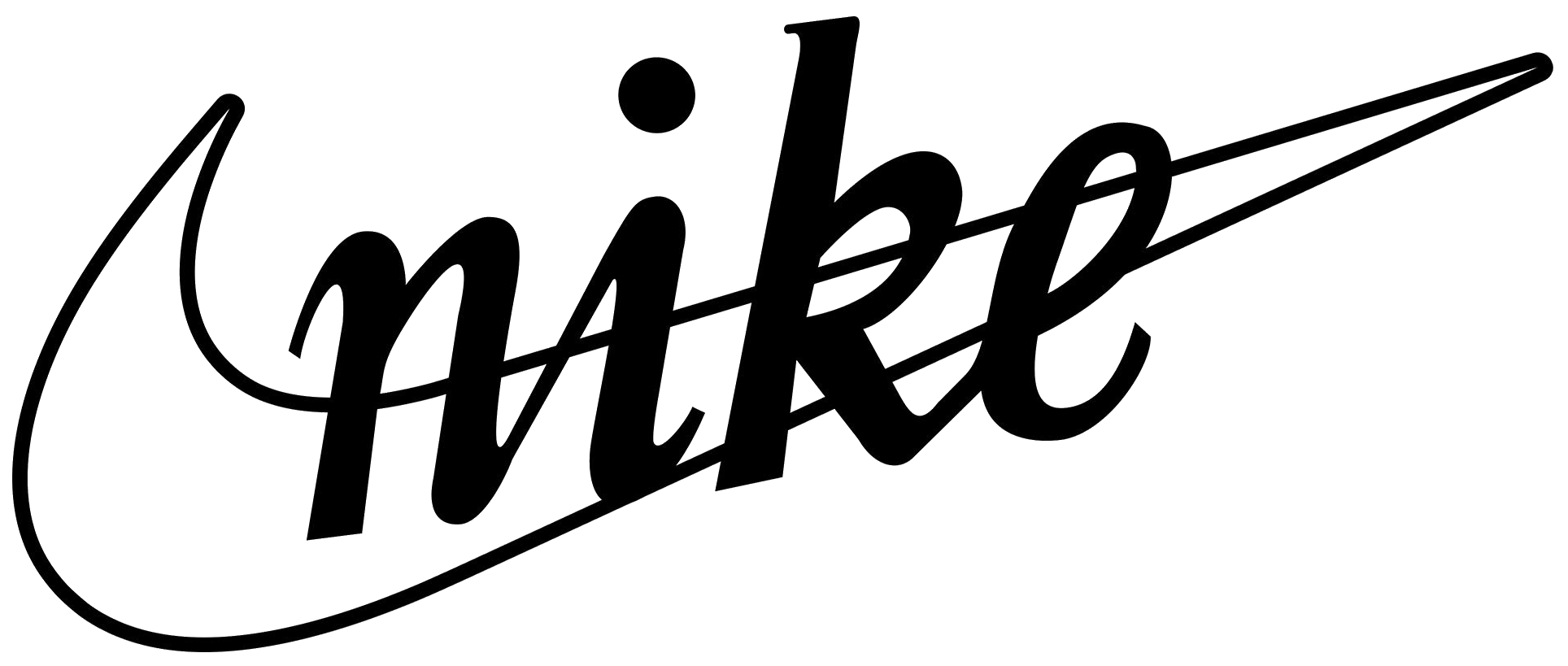
Swoosh

swoosh，有時又稱Nike tick，是美國運動用品公司Nike的商標，也是世界上知名度最高的商標之一。Swoosh這個商標的歷史起源於1971年，設計者是波特蘭州立大學的學生卡羅琳·戴維森，最初創作時的名稱為Stripe，當時這個設計比較像是勉強妥協後的結果，Nike品牌共同創辦人 Phil Knight 甚至表示「我沒有超愛這個標誌，但相信之後我會越來越喜歡。」 。當時Nike公司只花了35美元就買下了這個商標的版權。